# Újezda
Újezda je osada v okrese Uherské Hradiště ve Zlínském kraji. Je součástí městysu Buchlovice. Nachází se v pohoří Chřiby (jižně od vrcholu Proštípená, vysokého 453 m n. m.), západně od Buchlovic, asi 13 km severozápadně od Uherského Hradiště. V roce 2021 zde žilo 48 obyvatel ve 21 domech.
Je zde registrováno 37 čísel popisných. Nachází se zde Sad klenotů, kde je od roku 2008 pěstováno velké množství původních druhů jabloní, hrušní a peckovin. Východně od osady prochází silnice I/50.